# Aurora sogna
Aurora sogna è un singolo del gruppo musicale italiano Subsonica, pubblicato il 1º novembre 2019 come primo estratto dall'album di remix Microchip temporale.
Il singolo è una nuova versione della traccia Aurora sogna contenuta nell'album Microchip emozionale del 1999, e vede la partecipazione di Coma Cose e Mamakass.

## Tracce
Testi e musiche di Massimiliano Casacci, Davide Dileo, Enrico Matta, Samuel Umberto Romano, Fausto Zanardelli, Francesca Mesiano, Fabio Dalè, Carlo Frigerio.
1. Aurora sogna (feat. Coma Cose e Mamakass) – 3:23